# The Makem and Spain Brothers
The Makem and Spain Brothers — Shane Makem, Conor Makem en Rory Makem — zijn Ierse muzikanten die in de Verenigde Staten leven en daar optreden met de twee broers Spain. Zij zijn de zoons van The Godfather of Irish Music Tommy Makem, en kleinzoons van de legendarische Ierse zangeres Sarah Makem.
De broers zijn geboren in Drogheda, County Louth, Ierland.  Shane Makem is geboren 1967, Conor Makem in 1968 en Rory Makem in 1969.
Shane en Conor studeerden aan Stonehill College in Massachusetts in de Verenigde Staten.  Rory studeerde aan het Bard College in Annandale-on-Hudson, New York, waar hij een band begon met Lisa Gentile, Lisa Lisa and the Country Jam.
De in New Hampshire gevestigde Ierse broers trokken op met The Spain Brothers, Liam en Mickey Spain, en vormden de The Makem and Spain Brothers. Deze formatie speelde traditionele muziek uit Ierland, Schotland, Wales en New England, walvisvaarders- liederen, vissers-liederen, mijnwerkers-liederen, en Australische bush songs. 

## Bandleden
- Rory Makem: zang, zessnarige gitaar, twaalfsnarige gitaar, banjo, mandoline, bouzouki, bodhrán, en harmonica
- Conor Makem: zang, bas, fluit, concertina, fluiten
- Shane Makem:  zang, twaalfsnarige gitaar, akoestisch gitaar, bodhrán
- Liam Spain:  zang, gitaar, mandoline, bouzouki, harmonica
- Mickey Spain: zang, gitaar, akoestisch gitaar, bodhrán

## Discografie (selectie)
The Makem Brothers
- Outstanding in a Field, 1992
- On The Rocks, 1995
- Who Fears to Speak, 1997
- Stand Together, 2001

The Makem Brothers with Mickey and Liam Spain
- Like Others Did Before Us, 2004

The Makem and Spain Brothers
- The Makem and Spain Brothers Live, 2006

The Spain Brothers
- Fields to the Stones - The Spain Brothers